# Катаяма, Саюри
Саюри Катаяма (яп. 片山 さゆり Катаяма Саюри, ранее 片山 沙有里) род. 3 июля 1979 — японская певица, актриса и сочинительница песен.
Как сочинительница песен, она известна под именем Sayuri.

## Биография
Саюри училась в старшей школе Хорикоси и с тех пор знакома с Наной Мидзуки. Она написала слова к некоторым из песен Наны.

## Карьера
В возрасте 17 лет Саюри стала первой актрисой, исполнявшей роль Ко Сэйи в мюзиклах «Сейлор Мун». первой поставкой для неё стала 1996 Summer Special Musical Bishoujo Senshi Sailor Moon Sailor Stars. Она продолжала выступать в этой серии мюзиклов до 1998 Winter Special Musical Bishoujo Senshi Sailor Moon Eien Densetsu (Kaiteiban) The Final First Stage!!. В роли Ко Сэйи она участвовала в 113 представлениях.

## Дискография

### Синглы
1. Paradise is Over  (вышел 24 марта 2004 года)
  1. Paradise is Over
    - 'Kingdom of Chaos' тематическая песня
    - 'Steady x Study' завершающая композиция

  2. No Where Girl
    - 'Steady x Study' начальная тема[2]

### Альбомы
1. Chaos (вышел 14 апреля 2004 года)
  1. Another Sky
    - 'Shinten Makai Generation of Chaos IV' начальная тема

  2. Paradise is Over
    - 'Kingdom of Chaos' тематическая песня
    - 'Steady x Study' завершающая песня

  3. Intermission
    - 'Shinten Makai Generation of Chaos IV' вставленная песня

  4. Fade Away
    - 'Shinten Makai Generation of Chaos IV' завершающая тема

  5. No Where Girl
    - 'Steady x Study' начальная тема[3]

## Написанные песни

### ИсполненныеНаной Мидзуки
1. Nostalgia (выпущена 14 ноября 2007 года в альбоме Great Activity)
  - Музыка: Tlast; Аранжировка: Синъя Сайто
2. Soradokei (выпущена 6 февраля 2008 года в составе сингла Starcamp EP)
  - Музыка, аранжировка: Цутому Охира
3. Gozen Rei-Ji no Baby Doll (выпущена 21 января 2009 года в составе сингла Shin'ai)
  - Музыка: Рёхэй Сугита, Аранжировка: Ниси-кэн
4. Mr. Bunny! (выпущена 3 июня 2009 года в альбоме Ultimate Diamond)
  - Музыка: Макото Вакабаяси, Аранжировка: Синъя Сайто